# Nepenthes mirabilis
Espèce
Statut de conservation UICN

 LC  : Préoccupation mineure
Nepenthes mirabilis est une espèce de plantes carnivores de la famille des Népenthacées.